# Liminangcong
Liminangcong es un barrio rural   del municipio filipino de primera categoría de Taytay perteneciente a la provincia  de Paragua en Mimaro,  Región IV-B.
En 2007 Liminangcong contaba con 5.005 residentes.

## Geografía
El municipio de Taytay se encuentra situado en la isla de Paragua, al norte de la misma.
Su término limita al norte con el municipio de El Nido, barrios de Bebeladán, Bagong-Bayán y Otón, oficialmente Mabini; al  suroeste con el municipio de San Vicente, al sur con el de Roxas; y al sureste con el de Dumaran. En la parte insular se encuentra la bahía de Malampaya y varias isla adyacentes se encuentran tanto en la costa este, mar de Joló como en la  oeste, Mar del Oeste de Filipinas.
Situado al noroeste del municipio, a levante de la bahía de Malampaya, su término linda al norte, separado por el la bahía (Port Cataaba)  y río Cataaba, del barrio de Bebeladán, municipio de El Nido; al sur con la Bahía de Binaluán y el barrio de Pancol; al este con el barrio de Catabán; y al oeste con la bahía de Malampaya (Malampaya Sound) frente a los barrios de   San José en la isla de Paragua, y de Tumbod en la isla adyacente de Tulurán.
Forma parte de este barrio el sitio de Binaluán.

### Demografía
El barrio  de Liminangcong contaba  en mayo de 2010 con una población de 5.460 habitantes.

## Historia
Taytay formaba parte de la provincia española de  Calamianes, una de las 35 del archipiélago Filipino, en la parte llamada de Visayas. Pertenecía a la audiencia territorial  y Capitanía General de Filipinas, y en lo espiritual a la diócesis de Cebú.

## Patrimonio
En este barrio se encuentra la iglesia parroquial católica bajo la advocación de San Miguel Arcángel que forma parte del Distrito 2° de  la Vicaría Apostólica de Taytay sufragánea de la Arquidiócesis de Lipá.